# Бова Королевич
Бова́ Короле́вич (Вова, Бава, Боба; бел. Бава-каралевіч) — герой русского, белорусского и украинского фольклора.
Присутствует в волшебной богатырской повести, сказках, а также многочисленных лубочных произведениях XVI века. Встречается в былинном фольклоре северной Руси, в частности в архангельских (кулойских), печорских и онежских былинах, сибирских сказках Тункинского края, а также в западно- и южнорусском фольклоре (белорусских и украинских народных преданиях). Один из наименее изученных персонажей устного фольклора. К типу богатырских сказок о Бове XIX в. ближе всего стоят устные пересказы краткой лубочной сказки, получившей распространение от Олонецкого края и Поволжья до Бурятии. Сюжет о королевиче, гонимом злокозненной мачехой и вынужденном скитаться на чужбине, лёг в основу «Сказки о царе Салтане» А. С. Пушкина.

## Сюжет «Повести о Бове Королевиче»

### Влюблённый в Дружевну
Доблестный рыцарь Бова Гвидонович, бежав из дому от злой матери (или мачехи) Милитрисы Кирбитьевны (в сибирских пересказах — Миритрицы) и отчима короля Додона, попадает к королю Зензивию Андроновичу и влюбляется в дочь его Дружевну. В честь её он совершает чудеса храбрости, побеждает один целые рати претендентов на руку Дружевны — королей Маркобруна и Лукопера Салтановича.
Из-за козней одного завистливого царедворца Бова попадает в череду опасных приключений, спасается благодаря лишь своей храбрости, мечу-кладенцу и неистовому богатырскому коню («из ушей дым, и со рта огонь»), на которого никто, кроме Бовы, не решается сесть. За один прыжок конь с Бовой перескакивает через городскую стену или через дворец Зензевия. Всех противостоящих ему богатырей Бова сбивает одним ударом тупого конца копья, а когда сам оказывается без оружия перед грозящей ему казнью в царстве Грозного, Бова хватает «урезок бревна» и «как душанул их, так усе как снопы повалилися».
В своих подвигах Бова не только храбрый защитник Дружевны, но ещё поборник православия. Даже когда ему угрожает смерть, он не хочет отказаться от православия и уверовать в «латинскую веру и Бога Ахмета».
Судьба благоприятствует Бове; ему удается освободить Дружевну от Маркобруна и убежать вместе с ней. Он легко побеждает рати, высланные против него Маркобруном, а с богатырем Полканом (получеловек, полусобака), отряженным против него, заключает союз.
|                                                                              |
| Славный сильный и храбрый богатырь Бова Королевич поражает Полкана-богатыря. |

### После женитьбы
Но и после женитьбы на Дружевне Бове предстоят испытания; он едет мстить королю Додону за убийство своего отца; в это время Дружевна принуждена скрываться в качестве швеи у дочери короля Салтана, Минчитрисы.
Бова, потеряв Дружевну, хочет жениться на Минчитрисе, которую он обратил в христианство. Но Дружевна оказывается в живых, Бова возвращается к ней и к своим двум сыновьям, Минчитриса же выходит замуж за сына Личарды, верного слуги Бовы.

## Прототип сюжета
Долгое время Повесть о Бове Королевиче была наименее исследованным повествовательным произведением русской народной литературы. Особенно не ясен был вопрос о самобытности персонажа или же о заимствовании его из иностранного эпоса. В пользу гипотезы о самобытности персонажа говорили различные истории Бовы Королевича, сохранившиеся в фольклоре южнорусских и северорусских земель, на протяжении многих столетий разделённых и не связанных друг с другом (если на землях северной Руси всегда распространялась власть русских государей, то земли южной Руси находились в разное время под ордынским, османским, литовским и польским владычеством, тем не менее русины Украины из поколения в поколение передавали истории о Бове или Вове Королевиче, наряду с другими богатырями), а также то обстоятельство, что ряд персонажей русских былин о Бове Королевиче отсутствуют в иностранных аналогах, или же называются по-другому. В пользу гипотезы о заимствованном характере историй приводятся нехарактерные для русских земель титулы основных персонажей.
Несмотря на некоторые чисто русские имена, она вероятно имеет иностранное происхождение. Источник повести — знаменитая поэма-хроника «Французские короли» (итал. I reali di Francia), относящаяся к XIV веку. Поэма делится на 6 книг, из которых 4-я посвящена Бэву из Антона (итал. Bovo d'Antona), прототипу Бовы Королевича. Часть эта подвергалась бесчисленным переработкам, из которых наиболее замечательны северно-французская и итальянская стихотворная поэма о Бэве, появившаяся около 1480 года в Болонье и имевшая до XVII века около 25 изданий. Впрочем, однозначной версии по вопросу появления итальянской поэмы о Бэве нет, по альтернативным данным авторство итальянского варианта романа приписывают Илии (Эле) Бохеру и датируют 1509 годом. «Бове-бух» Эли Бохера на языке идиш также столетиями пользовался популярностью в еврейских местечках Российской империи.
Ранее считалось, что русская повесть примыкает к итальянской редакции поэмы «Buovo d’Antona» или из 4-й книги «I reali di Francia». Факты переданы так же, как в итальянском романе, имена отчасти переданы с русским произношением, отчасти изменены: Бова соответствует итал. Buova, Гвидон — герцогу Guido d’Antoni, дядька Бовы Симбальда — Sinebaldo, Додон — Duodo di Maganza, Дружевна — Drusiniana; но, с другой стороны, Личарда, слуга Гвидона — в итальянском тексте безымянный посланник, жена Гвидона не Милитриса, a Brandoria и т. д.
Современные исследователи считают, что сюжет восходит к французским сказаниям о подвигах рыцаря Бово д’Антона. В то же время русские списки восходят к белорусскому пересказу сербохорватского перевода венецианского издания книги о Бово д’Антона. На русском языке повесть известна в пяти редакциях. Начиная с XVIII века неоднократно издавалась как лубочная книга; сюжет стал достоянием фольклора.
Русская повесть о Бове-Королевиче обладает тоном и подробностями русского сказочного эпоса. По русским спискам повести можно судить о её долговременном обращении на Руси. Особенно полны списки XVII века, ближе примыкающие к духу итальянского оригинала (в «Памятниках древней письменности» 1873, вып. I, напечатан текст Бовы-Королевича, заимствованный из рукописного сборника Публичной Библиотеки конца XVII в.). В них сохранён первоначальный смысл романа — борьба христианства с мусульманством — и ясно выражен в лице Бовы рыцарский идеал: храбрость, преданность вере и своей даме. Характеры обрисованы с той же определённостью и некоторой неподвижностью: Бова — воплощение добродетели, Милитриса — коварства, Дружевна — любви и преданности. В позднейших списках и в лубочных изданиях первоначальная редакция изменена: религиозный характер совсем упущен из виду, действующие лица говорят вычурным и пошлым языком, не соответствующим их положению, в характерах сглажены резкие черты.

## История создания и распространения

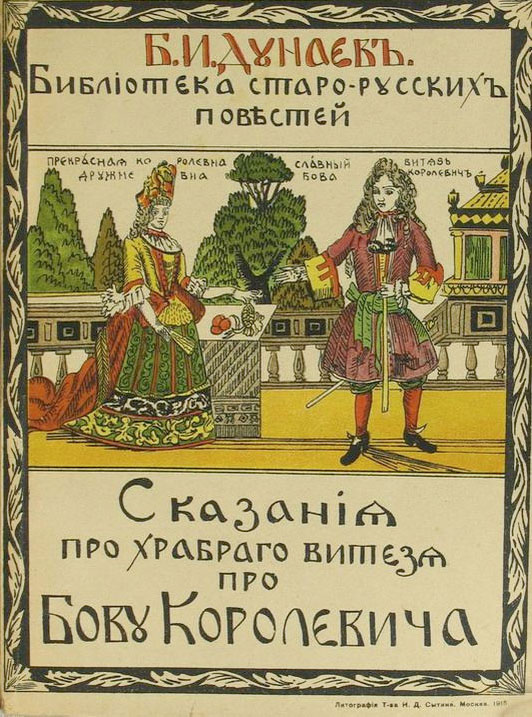
«Сказания про храброго витезя про Бову Королевича». 1915

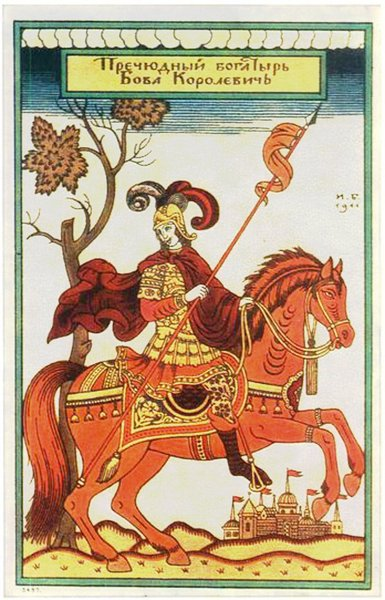
И. Билибин. Пречудный богатырь Бова Королевич.

Повесть, вероятно, впервые появилась в Вильне в 1540-е годы при канцелярии Великого княжества Литовского, как перевод с сербохорватского, и предназначалась для чтения при дворах белорусских магнатов, в первую очередь — в окружении Барбары Радзивилл.
Повесть является аналогом средневекового французского романа о подвигах рыцаря Бово д’Антона, известного так же с XVI века в лубочных итальянских изданиях поэтических и прозаических произведений. Но если для западноевропейских произведений характерен вассалитет героя перед сюзереном, то в рукописных русских богатырских повестях о Бове идея верности рыцаря-вассала сюзерену заменяется любовью к родине, противники Бовы осмысляются как «сила турецкая», «басурманская», «татарская». Как отмечает В. Д. Кузьмина, чаще всего повесть о Бове сближается с русской воинской повестью и богатырской сказкой. При этом в одних списках фольклорная и литературная традиции тесно и причудливо переплетаются, в других — устно-поэтическая стихия окрашивает ярким национальным колоритом всё произведение. Особенно подчёркнуто богатырство Бовы в ярославском пересказе. Когда к царству Занзивея подступил враг, «возбудилось у Бовы-королевича сердце богатырское — помочи своему царю». Он с готовностью устремляется затем на «смертно побоище» с богатырём короля Салтана. Ударами копья Бова валит врагов направо и налево.
Старейший русский вариант этого романа датирован XVI веком, одним белорусским и пятью русскими: ЦГАЛИ, колл. Шляпкина, № 225/476А, 1675 г.; № 226/477, 1670-х гг.; ГИМ, Музейск. собр., № 431; ГБЛ, собр. Ундольского, № 1060; собр. Тихонравова, № 611. Три последних списка — XVIII век. Старейший вариант французского романа, дошедший до наших дней — «Бэв из Антона», датируемый первой половиной XIII века, написан на англо-нормандском диалекте. Наряду с русской повестью о Бове, аналогичные произведения были созданы и на многих других европейских языках.
Изо всех рыцарских и авантюрных произведений, бытовавших на Руси в допетровские времена, повесть о Бове пользовалась наибольшим успехом. Известно около 100 рукописей и около 200 лубочных изданий, последние из которых выходили даже после революции в 1918 году. Образ Бовы был очень популярен в фольклоре.
В отличие от белорусского варианта повести, который представлял собой почти классический куртуазный роман со сложной интригой, русский вариант изобилует былинными сюжетами и построениями. Белорусский перевод — источник нескольких русских списков повести о Бове Королевиче, по всей вероятности относящихся к XVII веку.
В южнорусской (украинской) сказке «Чоловик полтавський» Бова — младший член «товариства» (сообщества) богатырей, главой которых оказывается украинский крестьянин-бедняк. Аналогично обстоит в русской сказке «Сказка о богатыре Голе Воянском» из сборника Александра Афанасьева.
В русско-английском словаре, составленном в Москве придворным врачом Марком Ридли, имеются слова, явно заимствованные из повести о Бове: «личарда — рыцарь (a knight)», «меч-кладенец — палица, булава (a mace)».
Обработка повести о Бове Королевиче была сделана А. Н. Радищевым. А. С. Пушкин также оставил наброски к поэме «Бова» (1814).
Кроме новгород-северского списка, к рукописной четвёртой редакции повести о Бове восходят многочисленные издания так называемой «полной» лубочной сказки в 32 картинках. Связующим звеном между ними является текст сказки о Бове в популярном печатном сборнике «Дедушкины прогулки».
В сентябре 2013 года вышло переложение повести про Бову Королевича, сделанное писателем Андреем Усачёвым.

## Публикации
Во второй половине XIX века лубочные книжки расходились в большом количестве. По далеко неполным данным, за девять лет (1870—1878) «Бова Королевич» был выпущен в количестве 245 тысяч экземпляров.
Существует ряд дореволюционных изданий сказок о Бове Королевиче:
- Славный, сильный и храбрый Бова королевич поражает Полкана Богатыря; «Бова Королевич, три тысячи побив, бьётся с могучим Богатырем Полканом…». — М.: Лит. В. Васильева, 1891. — 1 л. (2 стр. текста): хромолит.; 28×39 см.[28]
- Сказка о славном и сильном богатыре Бове королевиче. — М.: Изд. А. Д. Сазонова, 1894. — 32 с. — На обл.: Бова-королевич. Русская сказка.[29]
- Ивин И. С. Полное сказание о славном, сильном и храбром богатыре Бове-королевиче и о прекрасной супруге его королевне Дружевне. — Киев: Изд. Т. Д. Губанова, 1894.— 108 с. — На обл.: Бова-королевич. Сказка.[30]
- Богатырь Бова Королевич и супруга его Королевна Ростиславна / Сказка К-ра. — Киев: Изд. Губанова, 1898. — 108 с.[30]